# Loxoconcha tamarindoidea
Loxoconcha tamarindoidea är en kräftdjursart som beskrevs av Joseph Swain 1967. Loxoconcha tamarindoidea ingår i släktet Loxoconcha och familjen Loxoconchidae. Inga underarter finns listade i Catalogue of Life.